# Vivid Colors
Vivid Colors è un brano musicale del gruppo musicale giapponese de L'Arc~en~Ciel, pubblicato come singolo il 6 luglio 1995. Il singolo ha raggiunto la sedicesima posizione della classifica Oricon dei singoli più venduti in Giappone, rimanendo in classifica per tredici settimane e vendendo 132 677 copie.

## Tracce
CD Singolo UKCD-1087
1. Vivid Colors
2. Brilliant Years
3. Vivid Colors (Voiceless Version)

## Classifiche
| Classifica (1995) | Posizione più alta |
| ----------------- | ------------------ |
| Giappone (Oricon) | 16                 |